# Adolph Friedrich Vollmer
Pour les articles homonymes, voir Vollmer.

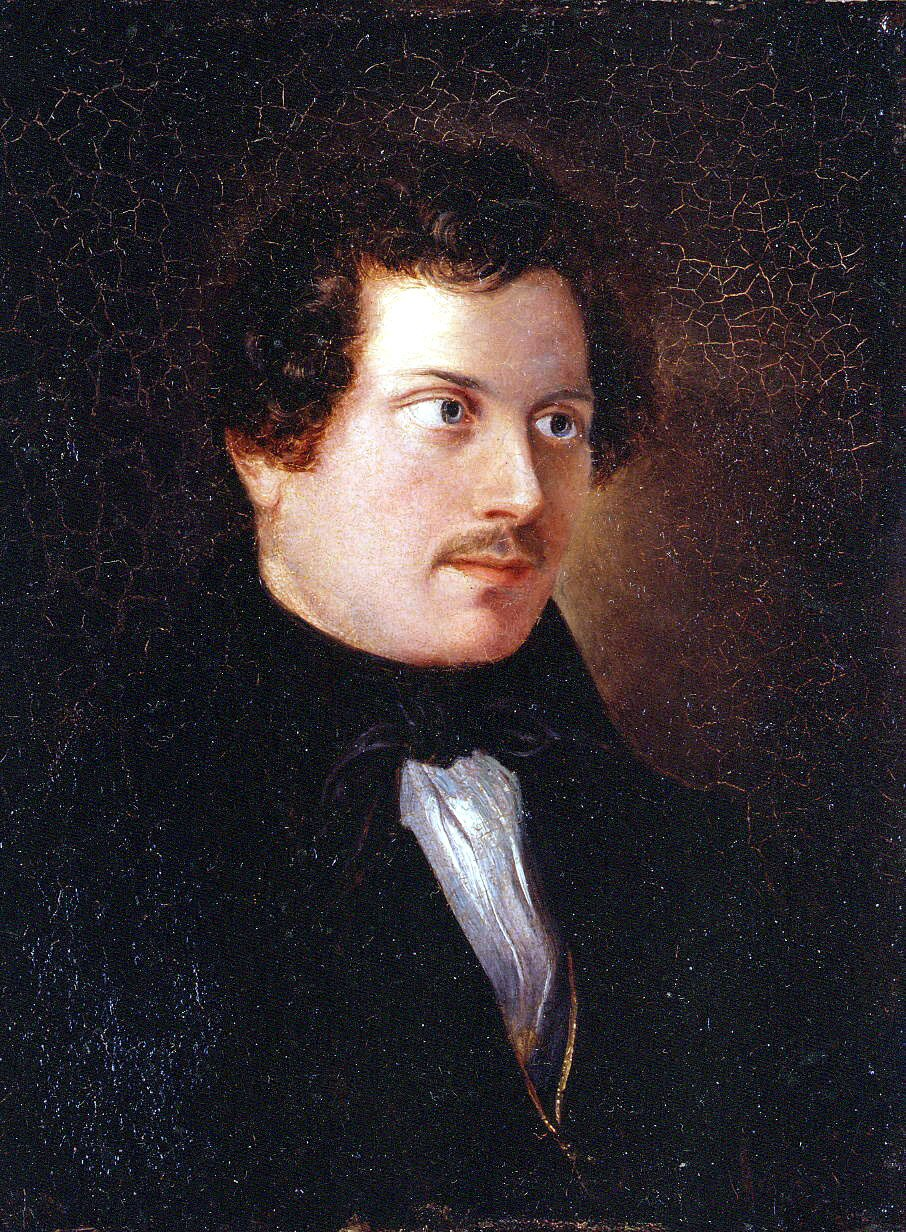
Adolph Friedrich Vollmer : Autoportrait précoce

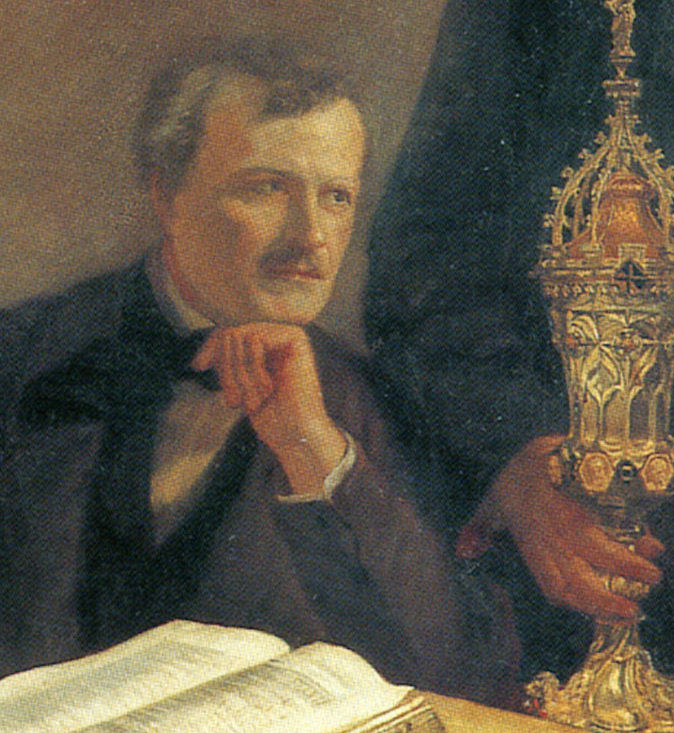
Portrait d'Adolph Friedrich Vollmer, 1859. Détail de la photo : Membres de l'association des artistes de Günther et Martin Gensler à Hambourg

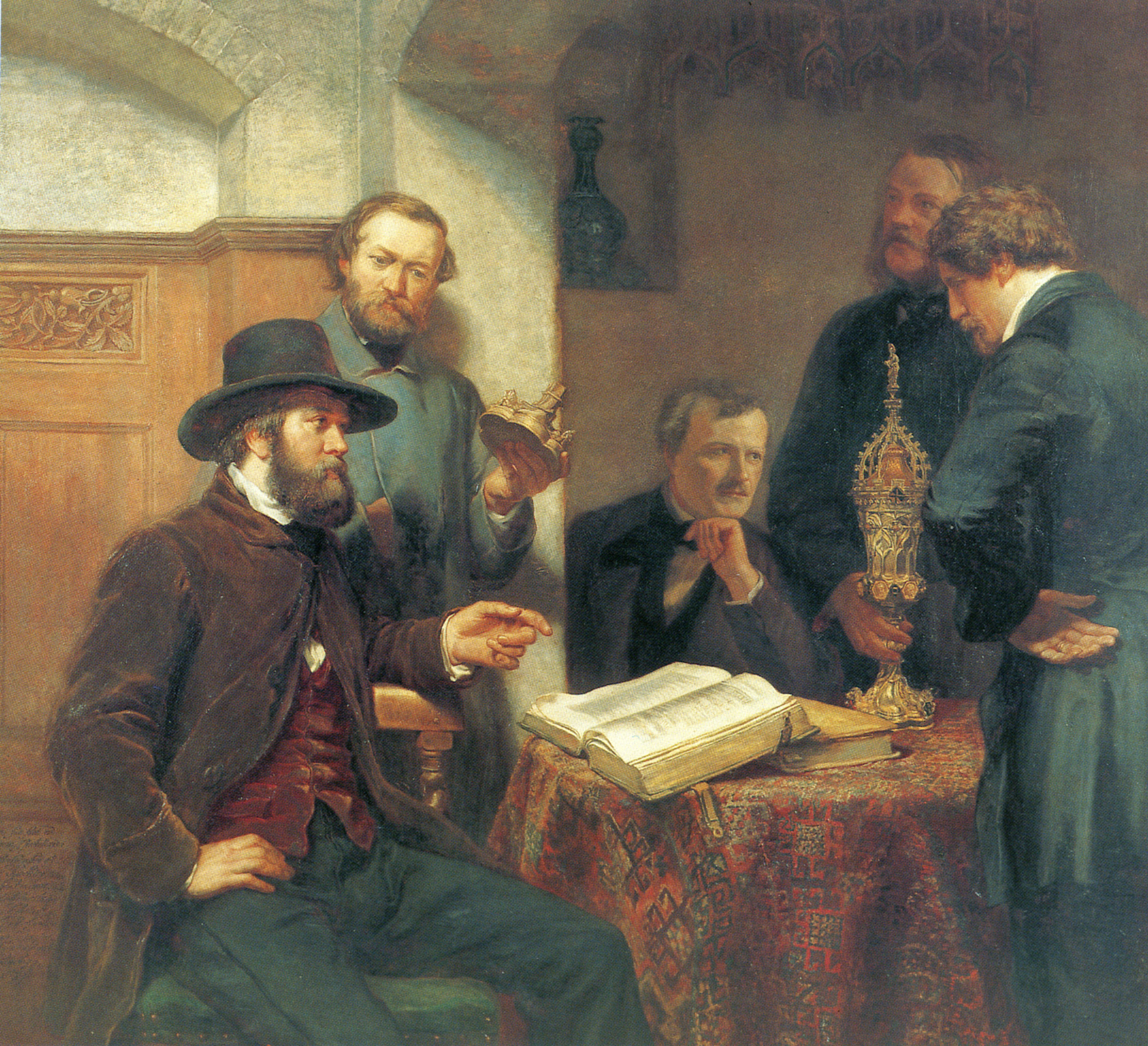
Günther u. Martin Gensler : Membres du Hamburger Künstlerverein, 1859. (de gauche à droite)): Günther Gensler, Otto Speckter, Adolph Friedrich Vollmer, Martin Gensler, Rudolf Hardorff

Adolph Friedrich Vollmer, né le 17 décembre 1806 à Hambourg et mort le 12 février 1875 dans la même ville, est un peintre paysagiste allemand, peintre de marines, graphiste l'école de Hambourg et graveur (eau-forte et pointe sèche). Avec Christian Ernst Bernhard Morgenstern, il est l'un des pionniers du premier réalisme pictural à Hambourg.

## Biographie
Adolph Friedrich Vollmer naît le 17 décembre 1806 à Hambourg. Fils d'un comptable commercial de Hambourg, Johann Peter Vollmer (1779-1849), Adolph Friedrich grandit dans les circonstances les plus simples. Son père et lui font partie des dizaines de milliers de personnes contraintes de quitter Hambourg au cours de l'hiver 1813, pendant la période dite « ère française ».
Contre la volonté de son père, il commence un apprentissage dans l' atelier graphique des frères Suhr et voyage pendant un an et demi à travers l'Allemagne avec Cornelius Suhr, période pendant laquelle il n'est guère plus que le serviteur de ce dernier. Il devient ensuite l'élève de Friedrich Rosenberg (1758-1833) à Altona sans que ce dernier n'exerce sur lui une grande influence. Probablement sur les conseils de Freiherr von Rumohr,, mécène et sponsor de nombreux jeunes artistes hambourgeois, qu'il rencontre en 1826 par l'intermédiaire du marchand d'art Georg Ernst Harzen (1790-1863), Adolph Friedrich Vollmer complète sa formation à l'académie de Copenhague sous la direction d'Eckersberg (1831-1832). Après son retour en 1832, il fonde l' Association des artistes de Hambourg avec 13 artistes hambourgeois. Probablement toujours sur les conseils de Rumohr, Vollmer se rend à Munich en 1833, comme Morgenstern l'avait fait avant lui, mais semble avoir gardé "une certaine distance" avec Morgenstern et Rottmann.
De Munich, il entreprend des voyages d'étude à Constance, au Tyrol, à Salzbourg, à Venise, au Havre et aux Pays-Bas.
De retour à Hambourg en 1839, Vollmer épouse Auguste Amale Behrmann (1815-1855) de Hambourg, petite-fille du pasteur Rudolph Gerhard Behrmann, archidiacre de St. Petri. Il a cinq enfants de ce mariage, dont le futur architecte Johannes Vollmer, et trois autres enfants de son second mariage avec Julie Natalie de la Camp. Une fille de ce second mariage  épouse le célèbre gynécologue Johann Friedrich Ahlfeld en 1891. Deux de ses petits-enfants, fils de Johannes Vollmer, sont l'historien de l'art et encyclopédiste Hans Vollmer et le peintre et sculpteur Erwin Vollmer.
Adolph Friedrich Vollmer devient aveugle en 1866; il meurt en 1875 à l'hôpital psychiatrique de Hambourg-Friedrichsberg.

## Travail
Dans ses paysages et ses vues du port de Hambourg, Adolph Friedrich Vollmer rompt avec la peinture veduta des frères Suhr; ses paysages n'ont rien du romantisme transcendantal de Caspar David Friedrich, de 30 ans son aîné, et ils ne prennent pas non plus de positions sociales comme le fera plus tard le jeune Menzel. Son travail s'inscrit davantage dans la tradition des grands paysagistes néerlandais du XVIIe siècle, un Salomon van Ruysdael par exemple. Walter H. Dammann écrivait en 1910 : « L'effet visé et atteint n'est pas l'espace en soi, mais la maîtrise et la mise en forme de l'espace dans toute sa profondeur. ». Adolph Friedrich Vollmer s'en est tenu principalement au petit format. Ici, il a réussi à créer de l'ampleur et de la profondeur avec des touches très fines. De l'avis contemporain de l'historien de l'art Georg Kaspar Nagler, Adolph Friedrich Vollmer était l'un des plus grands peintres de marine de son temps et 120 ans plus tard, Gerhard Kaufmann écrivait : « Parmi les rares peintres de marine allemands, ses représentations vives et lumineuses du port de Hambourg et de l'Elbe lui confèrent un rang élevé ».
Comme dans les œuvres des autres artistes hambourgeois de sa génération (Jacob Gensler (en), Gurlitt, Morgenstern...), il y a un décalage entre les petites études sobres de la nature - par exemple le paysage du Holstein de 1827 - et les compositions idéalisantes telles qu'appréciées par les acheteurs. Lichtwark en 1893 estime déjà que les dessins et les études à l'huile de Morgenstern et de Adolph Friedrich Vollmer après leur étude directe du paysage de Hambourg dans les années 1826 à 1829 sont uniques pour l'époque; après avoir quitté Hambourg, Adolph Friedrich Vollmer se serait dispersé et, après son retour, n'aurait pas atteint à nouveau cette « conception simple et directe de la nature ». Selon Leppien, « les études en plein air ont été sa véritable réussite artistique et sont devenues sa contribution à la peinture de paysage européenne du XIXe siècle ». Gerhard Kegel en 2001 émet un jugement similaire : les études de la nature vivantes et de petit format, surtout dans l'œuvre tardive de Vollmer, deviennent « glacées », se figent et se rapprochent des images de genre appréciées du public
Les œuvres d'Adolph Friedrich Vollmer se trouvent, entre autres, à la Kunsthalle de Hambourg, au Hamburgmuseum, au Altonaer Museum, au Musée de l'Ermitage de Saint-Pétersbourg, au Statens Museum for Kunst et au British Museum de Londres. Le Philadelphia Museum of Art possède un ensemble complet de ses gravures, y compris de nombreuses épreuves.

Galerie
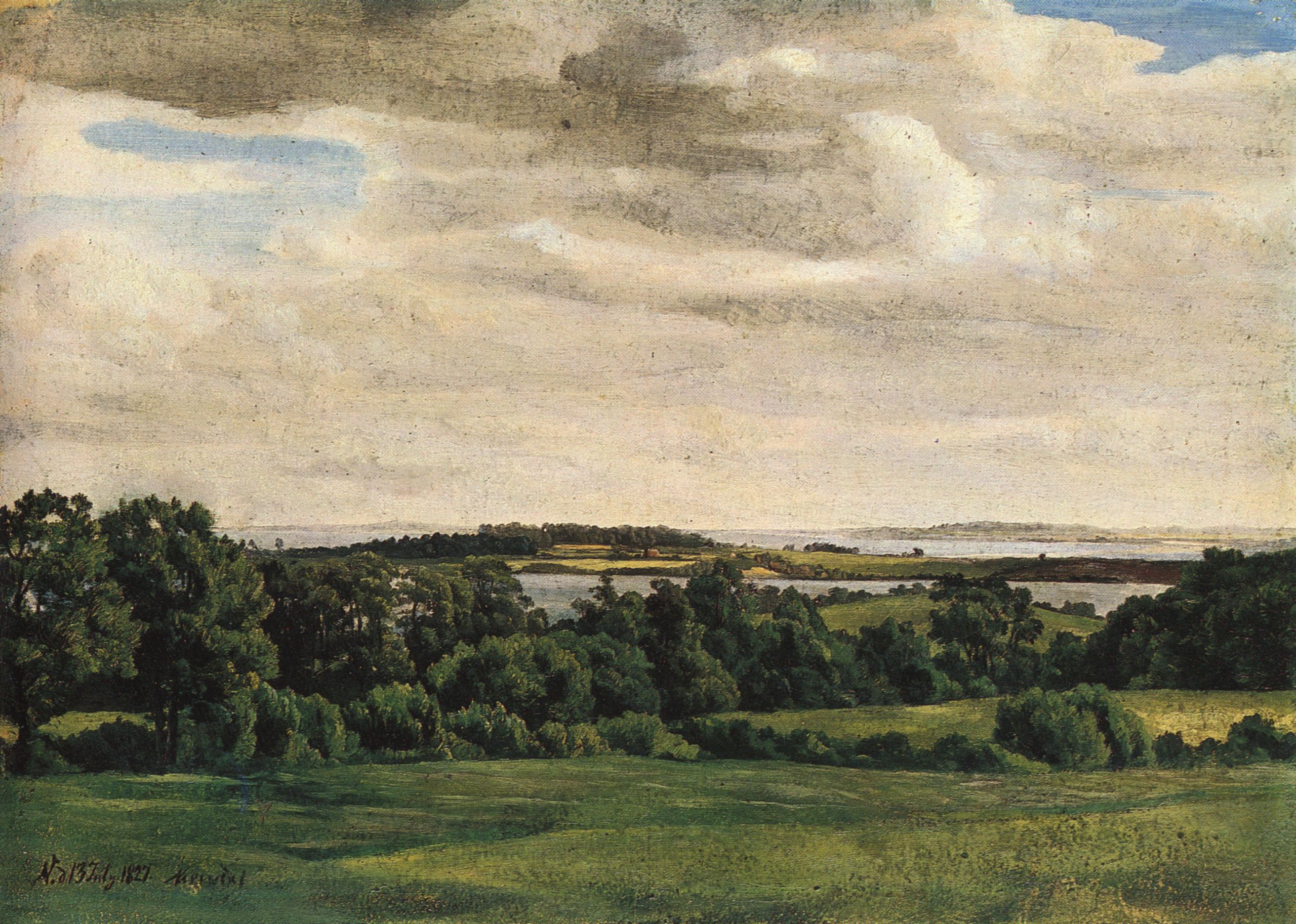
Holsteinische Landschaft, 1827
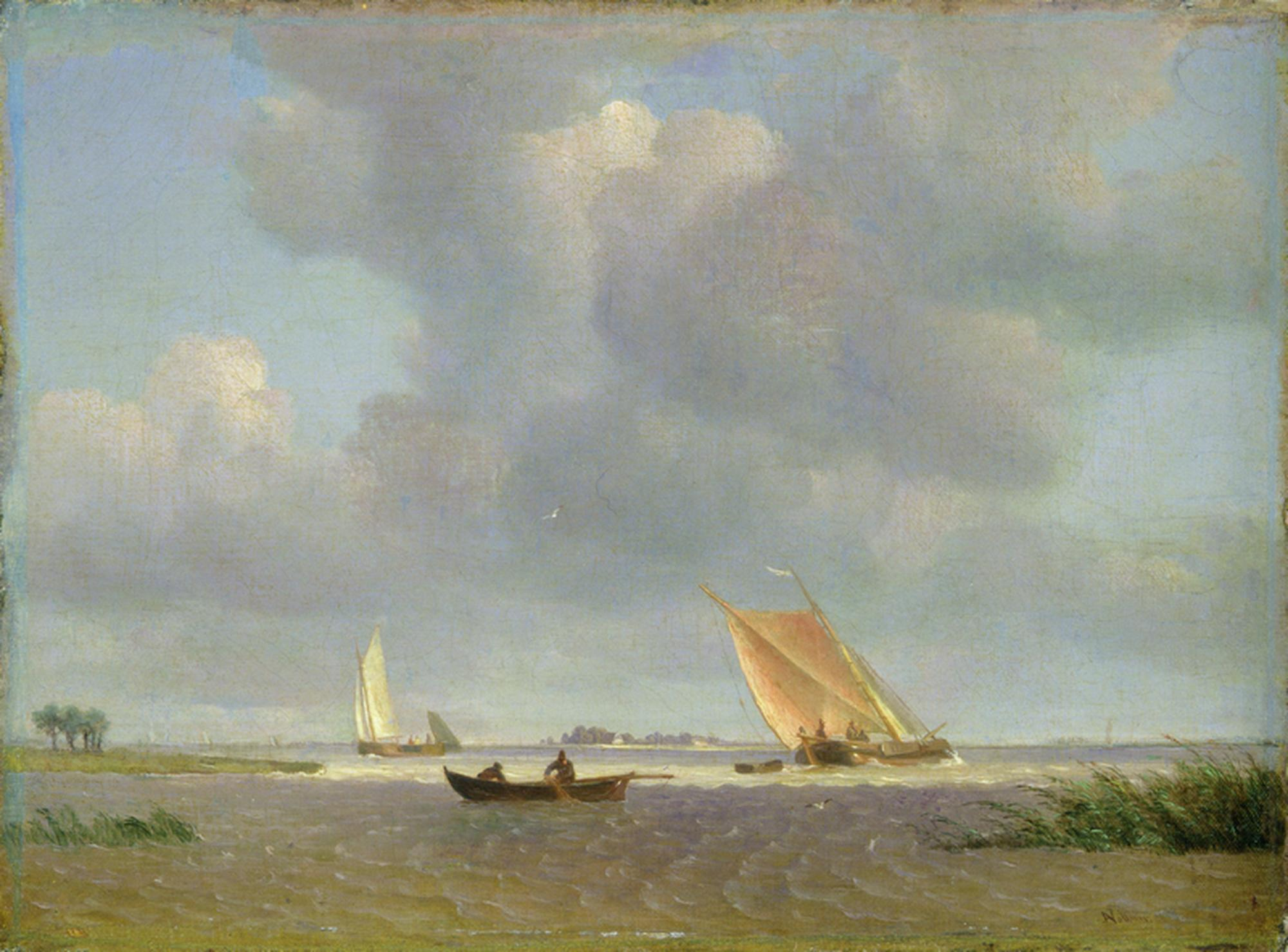
Frische Brise auf der Elbe bei Blankenese, um 1830
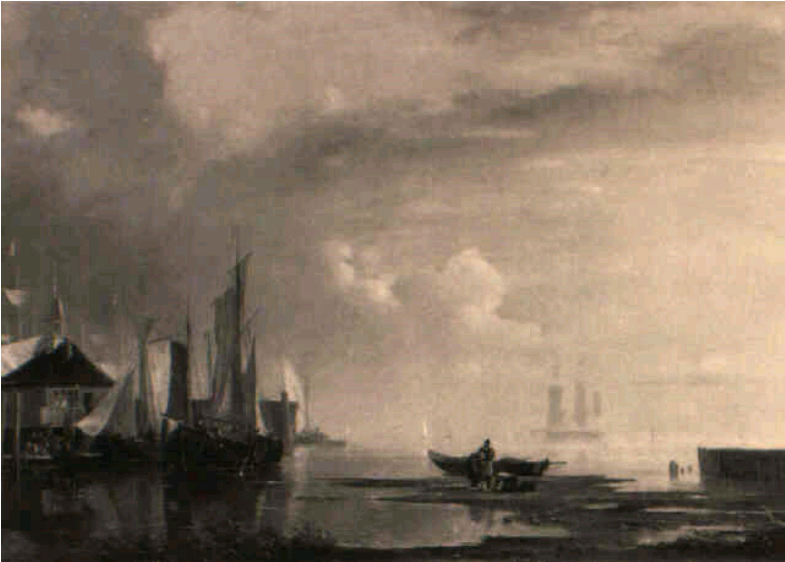
Hamburger Hafen, links das ehemalige Blockhaus, 1839
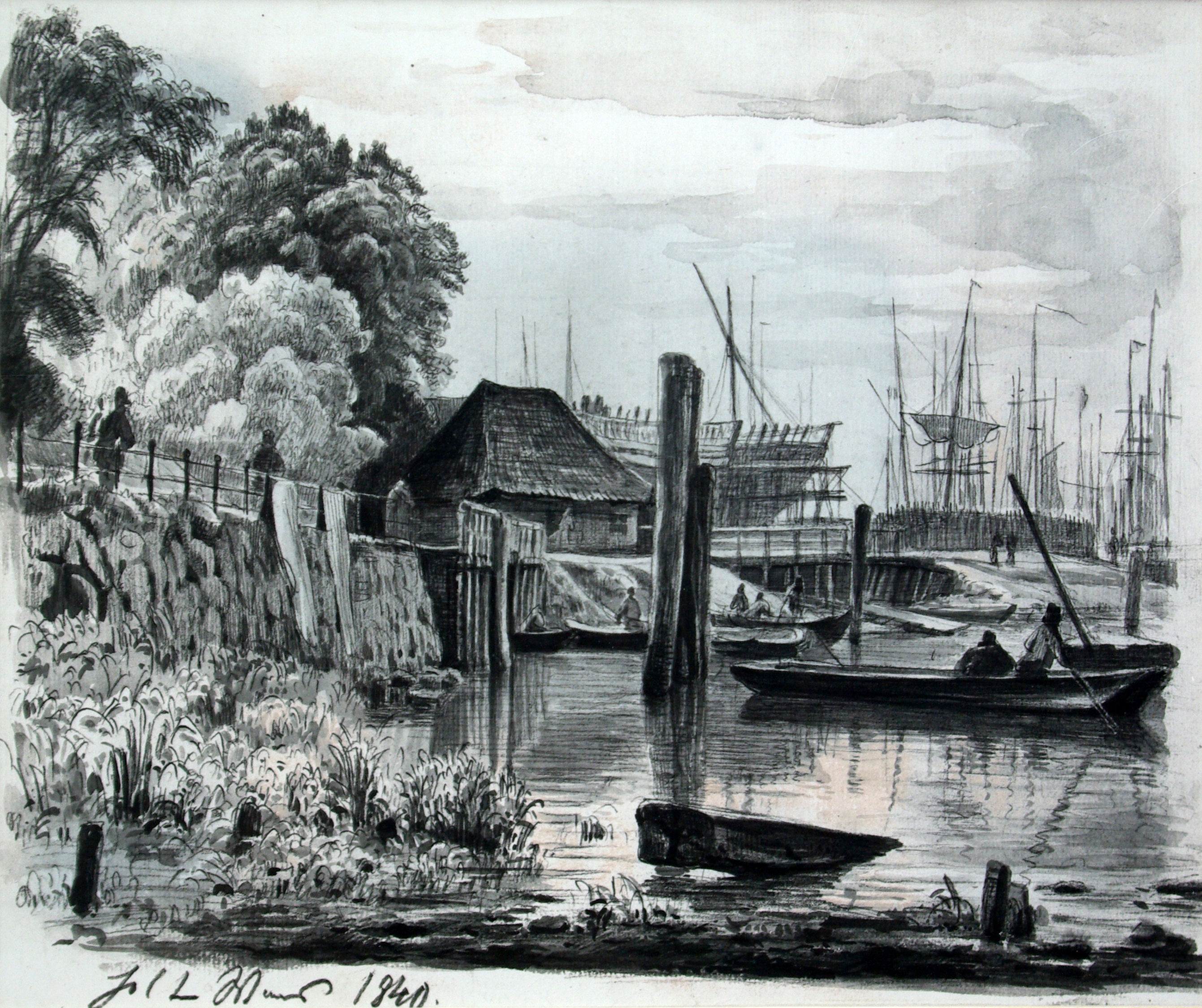
Die Schiffswerft Reiherstieg in Hamburg, 1840
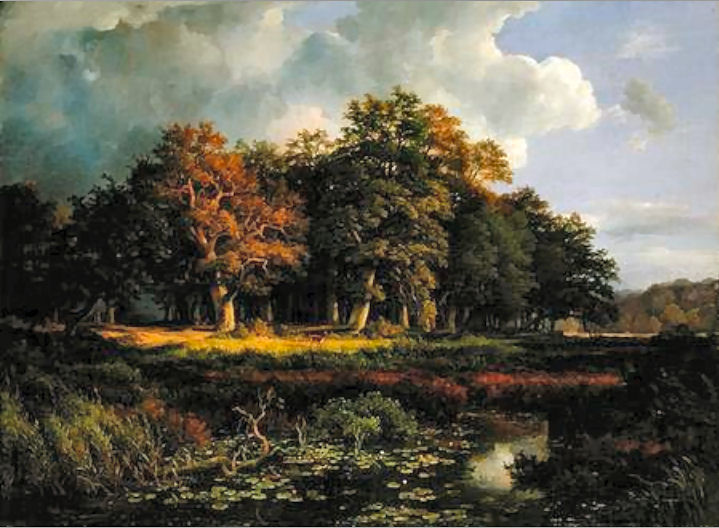
Der Stangenmühlengrund im Sachsenwald, 1852
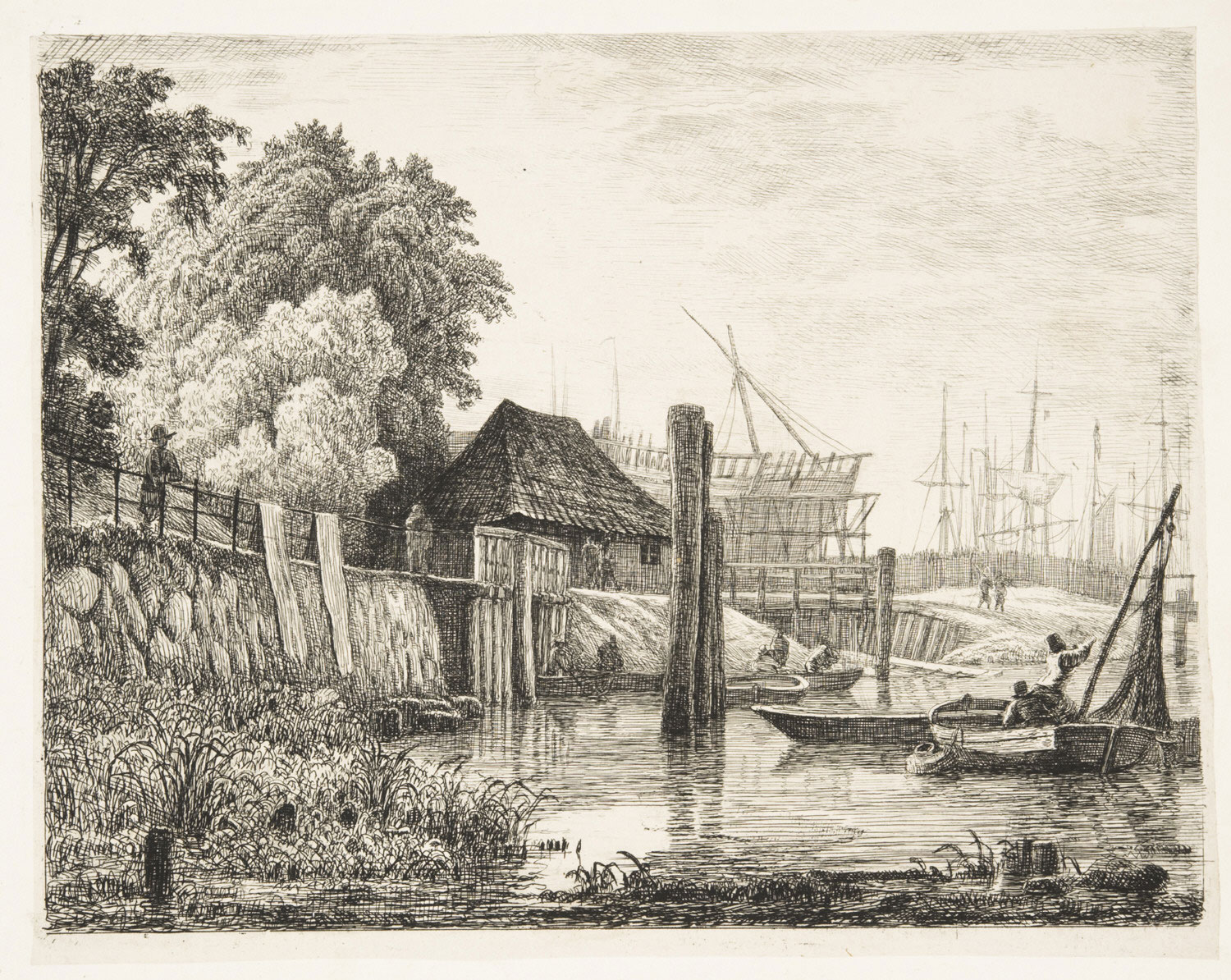
Port de Hambourg avec chantier naval, Hauteur : 19,4 cm ; Largeur : 24,0 cm, eau-forte et pointe sèche, Philadelphia Museum of Art, vers 1841

## Expositions
- 2019 : Hamburger Schule – Das 19. Jahrhundert neu entdeckt (12 avril - 14 juillet), Hamburger Kunsthalle